# Versmold
Versmold (pronunciación en alemán: /ˈfɛʁsmɔlt/ⓘ) es un municipio situado en el distrito de Gütersloh, en el estado federado de Renania del Norte-Westfalia (Alemania), con una población a finales de 2016 de unos 21 543 habitantes.
Se encuentra ubicado al noreste del estado, en la región de Detmold, cerca de la orilla del río Ems y la frontera con el estado de Baja Sajonia.